# 圣洛伦佐镇
圣洛伦佐镇（義大利語：Borgo San Lorenzo），是意大利托斯卡纳大区佛罗伦萨广域市的一个市镇。总面积146.15平方公里，人口18049人，人口密度123.5人/平方公里（2009年）。ISTAT代码为048004。